# Bernard Fawcett
Bernard Hill Fawcett (Egyesült Királyság, Nagy-London, Lewisham, 1909. április 28. – Egyesült Királyság, West Sussex, Chichester, 1961. december 28.) Európa-bajnoki bronzérmes brit jégkorongozó, olimpikon.
Az 1928. évi téli olimpiai játékok részt vett a jégkorongtornán, a brit válogatottban. Három mérkőzésen játszott és nem ütött gólt. Összesítésben a 4. helyen végeztek. Ez az olimpia Európa-bajnokságnak is számított, így Európa-bajnoki bronzérmesek lettek.
Klubcsapata a Cambridge-i Egyetem jégkorongcsapata volt.